# Draconarius siamensis
Draconarius siamensis là một loài nhện trong họ Amaurobiidae.
Loài này thuộc chi Draconarius. Draconarius siamensis được Pakawin Dankittipakul & Jia-Fu Wang miêu tả năm 2003.